# Mgebrow-Renault
Mgebrow-Renault – rosyjski samochód pancerny skonstruowany w 1914 roku przez kapitana Mgebrowa. Wykorzystywał podwozie samochodu Renault Sedan. Charakterystyczną cechą pojazdu był silnie pochylony pancerz czołowy mający według założeń konstruktora dobrze chronić przed pociskami karabinowymi. Budowany w dwóch wersjach. Pierwsza z nich miała jedną duża wieżę z dwoma ckm-ami, druga dwie mniejsze mieszczące po jednym ckm-ie. Liczba wyprodukowanych pojazdów tego typu nie jest znana.